# Costanzo di Sutri
Costanzo (fl. V secolo) è stato vescovo di Sutri, storicamente documentato nel 487.

## Biografia
Non si hanno notizie sulla vita e l'operato del vescovo Costanzo. È noto solo per la sua partecipazione al concilio lateranense indetto a Roma da papa Felice III e celebrato in basilica Constantiniana, ossia San Giovanni in Laterano, il 13 marzo 487.
Il concilio affrontò il problema dei lapsi, ossia di quei cristiani delle province africane che, durante le persecuzioni di Unnerico, re ariano dei Vandali (477-484), avevano abiurato la fede cattolica. Secondo Rajko Bratož, «oltremodo severi furono i decreti sinodali nei confronti degli apostati pentiti. Essi prescrivevano infatti la penitenza perpetua per quanti fossero stati - prima dell'atto di abiura - vescovi, presbiteri e diaconi: solo in punto di morte, dunque, essi sarebbero stati ammessi alla comunione della Chiesa ed ai sacramenti. Per i chierici che avevano ricevuto gli ordini minori, per i monaci e per i laici, i padri sinodali stabilirono che dovessero rimanere per tre anni inter audientes, per sette inter poenitentes e che solo dopo altri due anni potessero essere riammessi ai sacramenti ed alla comunione della Chiesa cattolica. Molto più miti furono le pene previste per i minorenni».
L'anno successivo, il 15 marzo 488, il pontefice inviò universis episcopis per diversas provincias constitutis la lettera sinodale con cui comunicava ai vescovi delle Chiese d'Occidente i risultati dei lavori conciliari. La lista delle presenze riporta un elenco di 43 vescovi. Tra questi, Constantio Sutrino, il cui nome appare in 34ª posizione tra Pietro di Lorium e Felicissimo di Sabina.
Il 13 maggio 495 papa Gelasio I convocò un concilio in basilica Petri (San Pietro in Vaticano) alla presenza di 45 vescovi, tra cui due vescovi di nome Costanzo. Gli atti di quel concilio tuttavia non riportano la sede di appartenenza dei vescovi: la prosopografia di questo periodo attesta che, oltre Sutri, anche le diocesi di Trevi, Camerino e Venafro avevano vescovi di nome Costanzo. Non è perciò certa la presenza del vescovo sutrino al concilio del 495.